# Francesco Francia

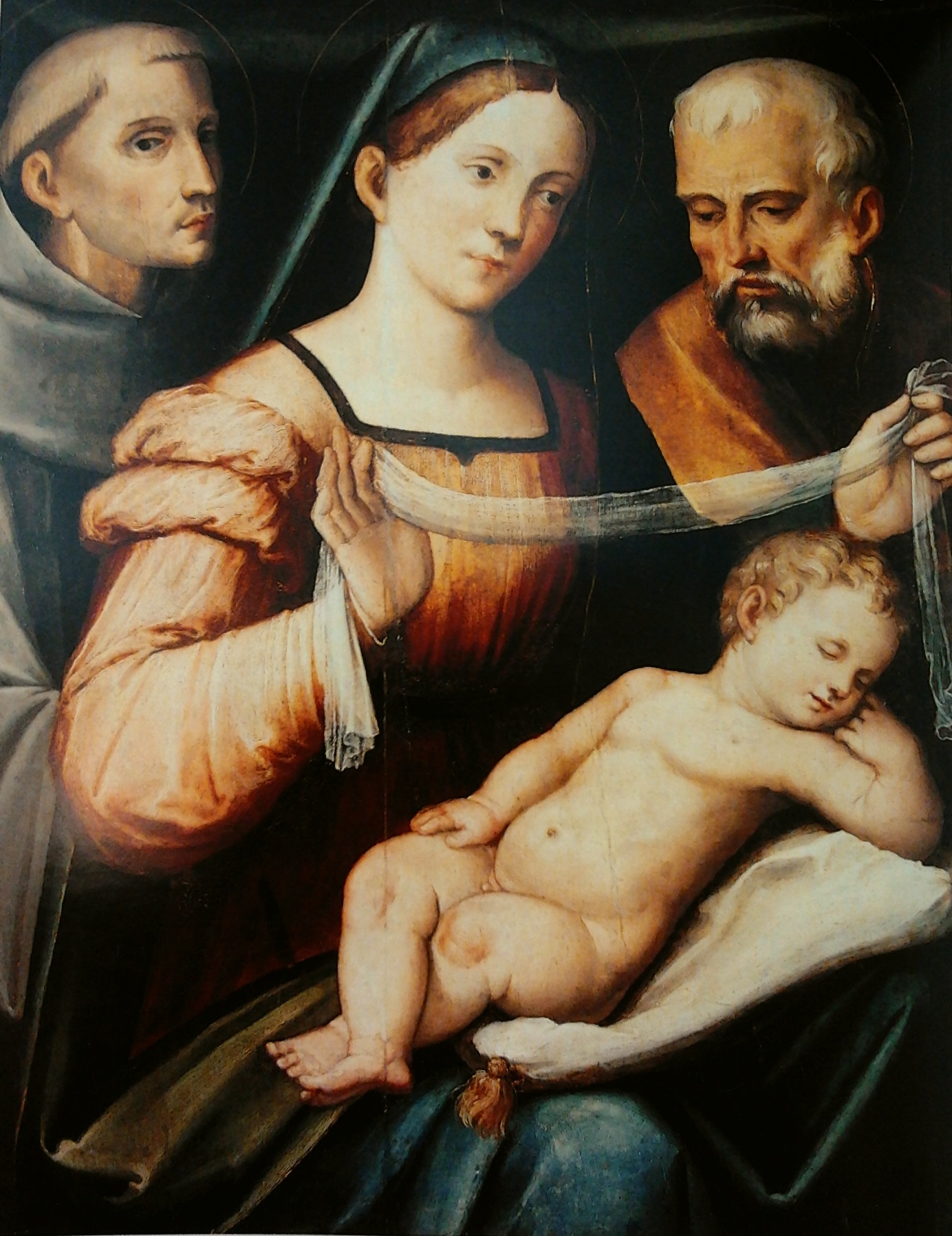
Święta Rodzina ze św. Franciszkiem Muzeum Pałacu Króla Jana III w Wilanowie, Warszawa (II poł. XV)

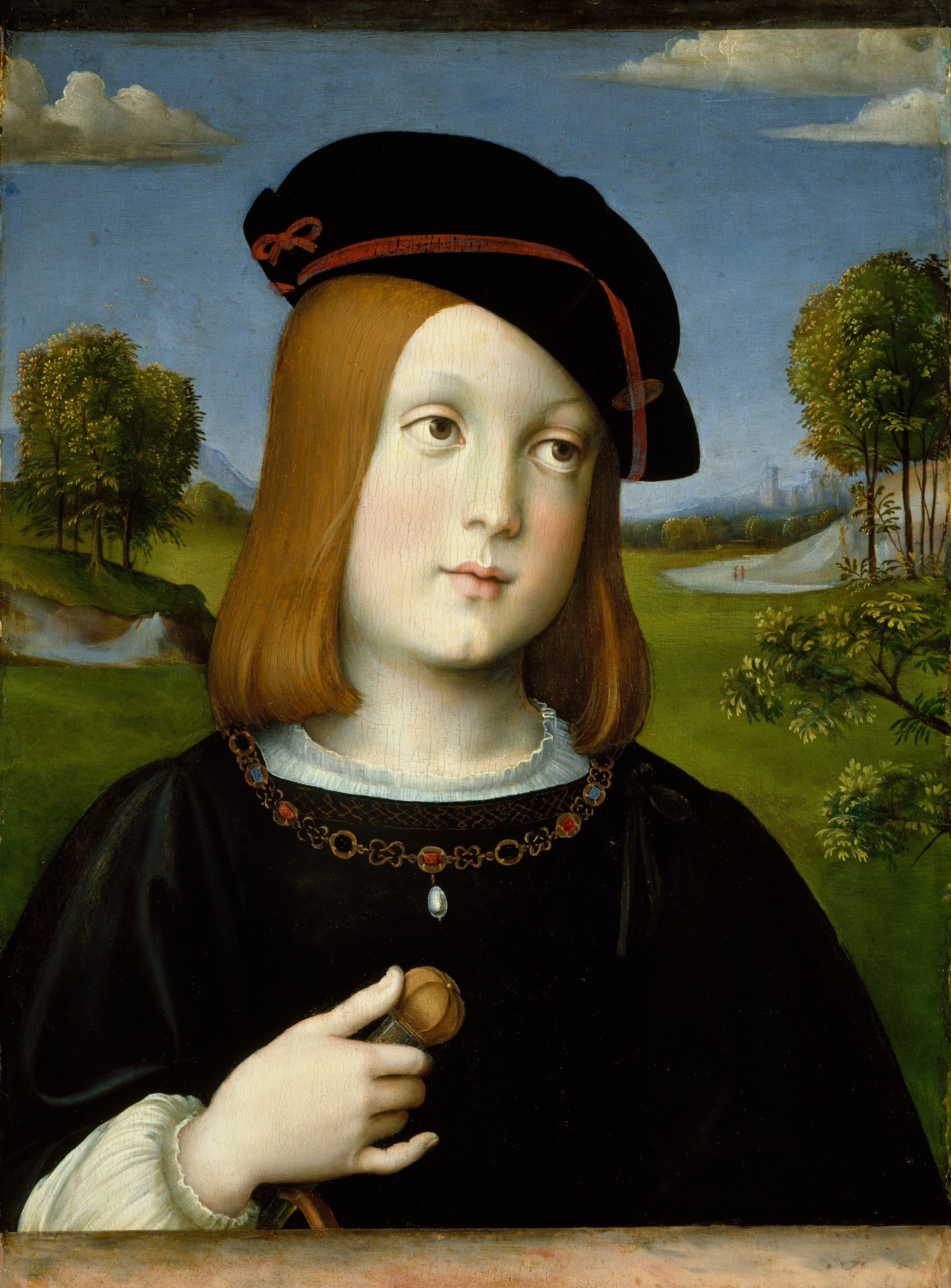
Portret Federiga Gonzagi Metropolitan Museum of Art, Nowy Jork (1510)

Francesco Francia, właśc. Francesco di Marco di Giacomo Raibolini (ur. ok. 1450 w Bolonii, zm. 5 stycznia 1517 tamże) – włoski malarz, rytownik i złotnik okresu renesansu.
Był uczniem Marca Zoppo. Początkowo zajmował się złotnictwem i medalierstwem. W 1506 został malarzem nadwornym w Mantui. Inspirował się sztukę Perugina i Rafaela. Malował głównie obrazy religijne, w których równomiernie oświetlone postacie, w tym lekko zaokrąglone wizerunki Madonny, odznaczają się słodyczą i miękkością linii. Był też dobrym portrecistą. Wykonał freski w bolońskich kościołach San Martino oraz w oratorium św. Cecylii przy kościele San Giacomo Maggiore. Jego przyjacielem i współpracownikiem był Lorenzo Costa.
Dwaj synowie artysty – Giovanni Giacomo (1486-1557) i Gulio (1487-1540) również byli malarzami. Jego uczniem był grafik Marcantonio Raimondi.

## Wybrane dzieła
- Święta Rodzina ze św. Franciszkiem –  72 × 64 cm, Muzeum Pałacu Króla Jana III w Wilanowie, Warszawa
- Ukrzyżowanie ze świętymi Janem i Hieronimem –  ok. 1485, Palazzo d'Accursio, Bolonia
- Bartolomeo Bianchini –  1485-1500, 56,5 × 40,6 cm, National Gallery w Londynie
- Madonna Felicini –  1494, 189 × 164 cm, Pinacoteca Nazionale, Bolonia
- Św. Franciszek-  1490, 65 × 44 cm, Galleria Palatina, Florencja
- Adoracja Dzieciątka –  1498-99, 234 × 193 cm, Pinacoteca Nazionale, Bolonia
- Madonna z Dzieciątkiem i świętymi Wawrzyńcem i Hieronimem –  1500, 193 × 151 cm, Ermitaż, Sankt Petersburg
- Madonna z Dzieciątkiem i małym św. Janem –  ok. 1500, 57 × 43,7 cm, Muzeum Sztuk Pięknych w Budapeszcie
- Madonna z Dzieciątkiem i dwoma świętymi –  1500-10, 78 × 62 cm, National Gallery w Londynie
- Madonna z Dzieciątkiem i świętymi –  ok. 1504, 196 × 154,5 cm, Kunsthistorisches Museum, Wiedeń
- Biskup Altobello Averoldo –  ok. 1505, 52,8 × 40 cm, National Gallery of Art, Waszyngton
- Portret Guidobalda da Montefeltro –  ok. 1506, 68,6 × 50,8 cm, Uffizi, Florencja
- Portret notariusza Ewangelisty Scappiego –  1506, 55 × 44 cm, Uffizi, Florencja
- Chrzest Chrystusa –  ok. 1509, 209 × 169 cm, Galeria Obrazów Starych Mistrzów w Dreźnie
- Święta Rodzina –  ok. 1510, 64 × 49 cm, Muzeum Sztuk Pięknych w Budapeszcie
- Portret Federica II Gonzagi, księcia Mantui, w wieku 10 lat –  1510, 45m1 × 34,3 cm, Metropolitan Museum of Art, Nowy Jork
- Opłakiwanie -  1510-17, 30,5 × 34,3 cm, National Gallery w Londynie
- Ołtarz św. Anny –  1510-17, National Gallery w Londynie 
  - Madonna z Dzieciątkiem, św. Anną i innymi świętymi –  195 × 180,5 cm 
  - Pietà –  94 × 184,5 cm
- Sacra Conversazione –  1513, 173 × 171 cm, Akademia Sztuk Pięknych w Wiedniu
- Ukrzyżowanie -  ok. 1514, 155 × 175 cm, Luwr, Paryż
- Lukrecja –  61 × 48 cm, Narodowa Galeria Irlandii, Dublin